# برومي حاجي حيدر
برومي حاجي حيدر (بالفارسية: پرومی حاجی حیدر) هي قرية تقع في البلدة المركزية في إيران. يقدر عدد سكانها بـ 293 نسمة بحسب إحصاء 2016.